# Bill Lathouwers
Bill Lathouwers (Wilrijk, 18 september 1999) is een Belgisch voetballer die als doelman speelt.

## Carrière
Lathouwers kreeg zijn jeugdopleiding bij Beerschot VA vooraleer hij overstapte naar de jeugd van Royal Antwerp FC. In januari 2019 mocht hij met de A-kern mee op winterstage naar Spanje. In het seizoen 2019/20 haalde hij eenmaal de wedstrijdselectie bij het eerste elftal van Antwerp: in de met 0-1 gewonnen bekerfinale tegen Club Brugge zat hij op de bank voor Davor Matijaš. De finale vond vanwege de coronapandemie pas plaats op 1 augustus 2020, en doordat Sinan Bolat, Yves De Winter en Jens Teunckens toen niet meer onder contract lagen bij Antwerp, moest The Great Old beroep doen op zijn reservedoelmannen.
Nadat Antwerp in het tussenseizoen met Jean Butez en Alireza Beiranvand twee nieuwe doelmannen binnenhaalde, besloot Lathouwers te vertrekken, aangezien hij weinig uitzicht had op speelminuten in het eerste elftal. In 2020 vertrok hij na een proefperiode naar MVV Maastricht, waar hij een contract op amateurbasis ondertekende. Hij debuteerde voor MVV op 30 augustus 2020, in de met 0-0 gelijkgespeelde uitwedstrijd tegen Almere City FC. Na negen wedstrijden als basisspeler te mogen starten verloor Lathouwers zijn plek onder de lat aan de meer ervaren Mike Havekotte.
Op 20 januari 2021 werd bekend dat Lathouwers MVV al na een half jaar zou verlaten om een profcontract van anderhalf seizoen met de optie op nog één extra jaar te ondertekenen bij Waasland-Beveren, dat op dat moment laatste stond in de Jupiler Pro League. Op de Freethiel werd hij binnengehaald als doublure van eerste doelman Nordin Jackers.
Vanaf augustus 2024 staat Lathouwers onder contract bij RWDM.

## Statistieken
| Seizoen                        | Club             | Land               | Competitie      | Competitie | Competitie | Beker | Beker | Totaal | Totaal |
| Seizoen                        | Club             | Land               | Competitie      | Wed.       | Dlp.       | Wed.  | Dlp.  | Wed.   | Dlp.   |
| ------------------------------ | ---------------- | ------------------ | --------------- | ---------- | ---------- | ----- | ----- | ------ | ------ |
| 2018/19                        | Royal Antwerp FC | Vlag van België    | Eerste klasse A | 0          | 0          | 0     | 0     | 0      | 0      |
| 2019/20                        | Royal Antwerp FC | Vlag van België    | Eerste klasse A | 0          | 0          | 0     | 0     | 0      | 0      |
| 2020/21                        | MVV Maastricht   | Vlag van Nederland | Eerste divisie  | 9          | 0          | 0     | 0     | 9      | 0      |
| 2020/21                        | Waasland-Beveren | Vlag van België    | Eerste klasse A | 0          | 0          | 0     | 0     | 0      | 0      |
| 2021/22                        | Waasland-Beveren | Vlag van België    | Eerste klasse B | 1          | 0          | 0     | 0     | 1      | 0      |
| 2022/23                        | Beerschot VA     | Vlag van België    | Eerste klasse B | 19         | 0          | 2     | 0     | 21     | 0      |
| Carrièretotaal                 | Carrièretotaal   | Carrièretotaal     | Carrièretotaal  | 29         | 0          | 2     | 0     | 31     | 0      |
| Bijgewerkt op 13 februari 2023 |                  |                    |                 |            |            |       |       |        |        |

## Erelijst
| Eerste Klasse B | 1x | 2023/24 |